# Exposed (album Kristinii DeBarge)
Exposed – debiutancki album amerykańskiej wokalistki Kristinii DeBarge wydany w Stanach Zjednoczonych 28 lipca 2009 roku. Album zajął 23. miejsce na amerykańskim notowaniu The Billboard 200, sprzedając się w nakładzie 16 539 egzemplarzy już w pierwszym tygodniu. Album został nagrany w 2008 roku, natomiast teksty utworów były już napisane w 2006 r. Przy produkowaniu płyty oraz pisaniu tekstów DeBarge pomagali Babyface oraz wokalista OneRepublic – Ryan Tedder.
Album promowały trzy single: „Goodbye”, „Sabotage” oraz „Future Love”. Ten ostatni został zremisowany przez rapera Pitbulla. 15 grudnia 2009 roku została wydana wersja deluxe albumu. W Polsce album miał premierę 18 października 2009 roku. 

## Lista utworów
| Edycja standardowa | Edycja standardowa                       | Edycja standardowa                                                               | Edycja standardowa |
| Nr                 | Tytuł utworu                             | Tekst                                                                            | Długość            |
| ------------------ | ---------------------------------------- | -------------------------------------------------------------------------------- | ------------------ |
| 1.                 | „Somebody”                               | M. Hough, R. Wouter, U. Yancey                                                   | 3:26               |
| 2.                 | „Future Love”                            | Evan "Kidd" Bogart, Ryan Tedder                                                  | 3:23               |
| 3.                 | „Speak Up”                               | E. K. Bogart, R. Tedder                                                          | 3:42               |
| 4.                 | „Goodbye”                                | E. Dawkins, G. DeCarlo, A. Dixon, D. Frashuer, P. Leka, A. Shropshire, D. Thomas | 3:28               |
| 5.                 | „Sabotage”                               | E. K. Bogart, M. Mani, E. Nuri, J. Omley, D. Quinones                            | 3:12               |
| 6.                 | „Died in Your Eyes”                      | D. Josiah, P. Sheyne, R. Westburg                                                | 3:46               |
| 7.                 | „Powerless”                              | T. Johnson, Tynisha Keli, M. Mani, J. Omley                                      | 3:41               |
| 8.                 | „Cried Me a River”                       | K. DeBarge, Kenneth "Babyface" Edmonds, R. Walton                                | 4:21               |
| 9.                 | „Doesn't Everybody Want to Fall in Love” | Babyface, D. Simmons, R. Walton                                                  | 3:40               |
| 10.                | „It's Gotta Be Love”                     | K. DeBarge, Babyface, B. Ervin, S. Ettinger, D. Pierce, D. Simon, J. Smith       | 3:07               |
| 11.                | „Disconnect”                             | Babyface, R. Walton                                                              | 4:01               |
|                    |                                          |                                                                                  | 39:47              |

| Deluxe Edition | Deluxe Edition                                                                        | Deluxe Edition |
| Nr             | Tytuł utworu                                                                          | Długość        |
| -------------- | ------------------------------------------------------------------------------------- | -------------- |
| 1.             | „Goodbye” (Mike Rizzo Funk Generation Radio Edit) (iTunes Deluxe Edition Bonus Track) | 3:00           |
| 2.             | „Sabotage” (Cajjimere Ray Radio Edit) (iTunes Deluxe Edition Bonus Track)             | 3:42           |
| 3.             | „Goodbye” (Music video) (iTunes Deluxe Edition Bonus Track)                           |                |
| 4.             | „Sabotage” (Music video) (iTunes Deluxe Edition Bonus Track)                          |                |

## Notowania na listach przebojów
| Lista                             | Najwyższa pozycja |
| --------------------------------- | ----------------- |
| Stany Zjednoczone (Billboard 200) | 23                |